# Hieronim Stefanowski
Hieronim Stefanowski herbu Syrokomla (ur. prawd. w 1568 w okolicach Sandomierza, zm. 22 lipca 1606 w Wilnie) – polski filozof, teolog, jezuita.

## Życiorys
Wstąpił do zakonu jezuitów jako student filozofii Kolegium Rzymskiego (1587). Tam też przyjął święcenia kapłańskie i uzyskał stopień magistra filozofii. Wrócił do Polski i rozpoczął nauczanie filozofii w kolegium jezuitów w Poznaniu (1594-1597) oraz w Akademii Wileńskiej (1598-1599). W 1599 w Akademii Wileńskiej wykładał teologię scholastyczną. W 1600 powrócił do Poznania, gdzie nauczał Pisma Świętego, teologii polemicznej i (od 1602) teologii scholastycznej i teologii moralnej (casus). Z powodu wybuchu zarazy w 1604, przeniósł się do Wągrowca, a następnie do Sławna. Zmarł w Wilnie, w 1606 na febrę, gdzie przebywał na kongregacji prowincjonalnej zakonu jezuitów .

## Poglądy
Hieronim Stefanowski był reprezentantem chrześcijańskiego arystotelizmu, pozostając pod dużym wpływem Tomasza z Akwinu. Odwołuje się także do współczesnych autorów: Tomasza Kajetana, Piotra Fonseki, Jacopo Zabarelli .

## Dzieła
- (1596) Assertiones ex logica, Poznań,
- (1594-1596) Logika i filozofia przyrody, rękopis wykładów,
- (1597) Metafizyka oraz tezy z całej filozofii, rękopis wykładów,
- (1598/1599) Psychologia i metafizyka, rękopis wykładów,
- (1599) Termin nad protestacją ministra jednego ewangelickiego, Wilno,
- (1600) Censura dysputacji wileńskiej, Wilno,
- (1600) Odpór przedniejszym powieściom ewangelickim o sakramencie Ciała i Krwi Pańskiej, Wilno[2],
- (1600) De angelis, Commentarii [...] de beatitudine hominis, rękopisy wykładów.